# Mary Carver
Mary Carver (* 3. Mai 1924 in Los Angeles, Kalifornien; † 18. Oktober 2013 ebenda) war eine US-amerikanische Schauspielerin.

## Leben
Carver begann ihre Schauspielkarriere Anfang der 1950er Jahre. Ihr Broadwaydebüt feierte sie 1951, im selben Jahr hatte sie auch ihre Film- und Fernsehdebüt. 1953 spielte sie im mit acht Oscars ausgezeichneten Drama Verdammt in alle Ewigkeit eine im Abspann nicht genannte kleine Nebenrolle. Der spätere Regisseur Joseph Sargent spielte in diesem Film eine Statistenrolle. Carver wirkte 1955 in einer von Sargent inszenierten Folge von Rauchende Colts mit, 1958 standen beide gemeinsam in Jack Shers Kathy O’ vor der Kamera, darauf folgte 1960 Zahl oder stirb. Beide waren verheiratet, aus der Ehe ging die Schauspielerin Lia Sargent hervor, die Ehe wurde jedoch geschieden und Sargent heiratete 1970 erneut.
Carver spielte in den 1960er und 1970er Jahren hauptsächlich Fernsehrollen und war nur gelegentlich in Filmrollen zu sehen. Dem deutschsprachigen Fernsehpublikum dürfte sie vor allem durch ihre Rolle als Mutter der Privatdetektive Rick und A.J. Simon in der Fernsehserie Simon & Simon bekannt sein, die zwischen 1981 und 1988 produziert wurde und 1995 durch einen Fernsehfilm fortgesetzt wurde. Ihren letzten Auftritt hatte Carver 2002 in der Serie Emergency Room – Die Notaufnahme.
Carver starb am 18. Oktober 2013 nach einer kurzen Krankheit in ihrem Haus in Woodland Hills, Kalifornien. Sie war 89 Jahre alt.

## Filmografie (Auswahl)
- 1953: Verdammt in alle Ewigkeit (From Here to Eternity)
- 1956–1963: Rauchende Colts (Gunsmoke, Fernsehserie, vier Folgen)
- 1959: Morgen bist du dran (The Wild and the Innocent)
- 1960: Zahl oder stirb (Pay or Die)
- 1963: Twilight Zone (The Twilight Zone, Fernsehserie, eine Folge)
- 1966: Solo für O.N.C.E.L. (The Man from U.N.C.L.E., Fernsehserie, eine Folge)
- 1967: Die Leute von der Shiloh Ranch (The Virginian, Fernsehserie, eine Folge)
- 1972: Mannix (Fernsehserie, eine Folge)
- 1974: Ein Sheriff in New York (McCloud, Fernsehserie, eine Folge)
- 1977: Detektiv Rockford – Anruf genügt (The Rockford Files, Fernsehserie, eine Folge)
- 1977: Ich hab’ dir nie einen Rosengarten versprochen (I Never Promised You a Rose Garden)
- 1978: Lou Grant (Fernsehserie, eine Folge)
- 1978–1983: Quincy (Quincy M.E., Fernsehserie, drei Folgen)
- 1981–1988: Simon & Simon (Fernsehserie, 109 Folgen)
- 1984: Protocol – Alles tanzt nach meiner Pfeife (Protocol)
- 1987: Bestseller (Best Seller)
- 1990: Arachnophobia
- 1995: Safe
- 1995: Simon & Simon: In Trouble Again (Fernsehfilm)
- 2001: Star Trek: Enterprise (Enterprise, Fernsehserie, eine Folge)
- 2002: Emergency Room – Die Notaufnahme (ER, Fernsehserie, eine Folge)

## Broadway
- 1951: Out West of Eighth
- 1977: The Shadow Box
- 1980–1982: Fifth of July